# Cédric Villani

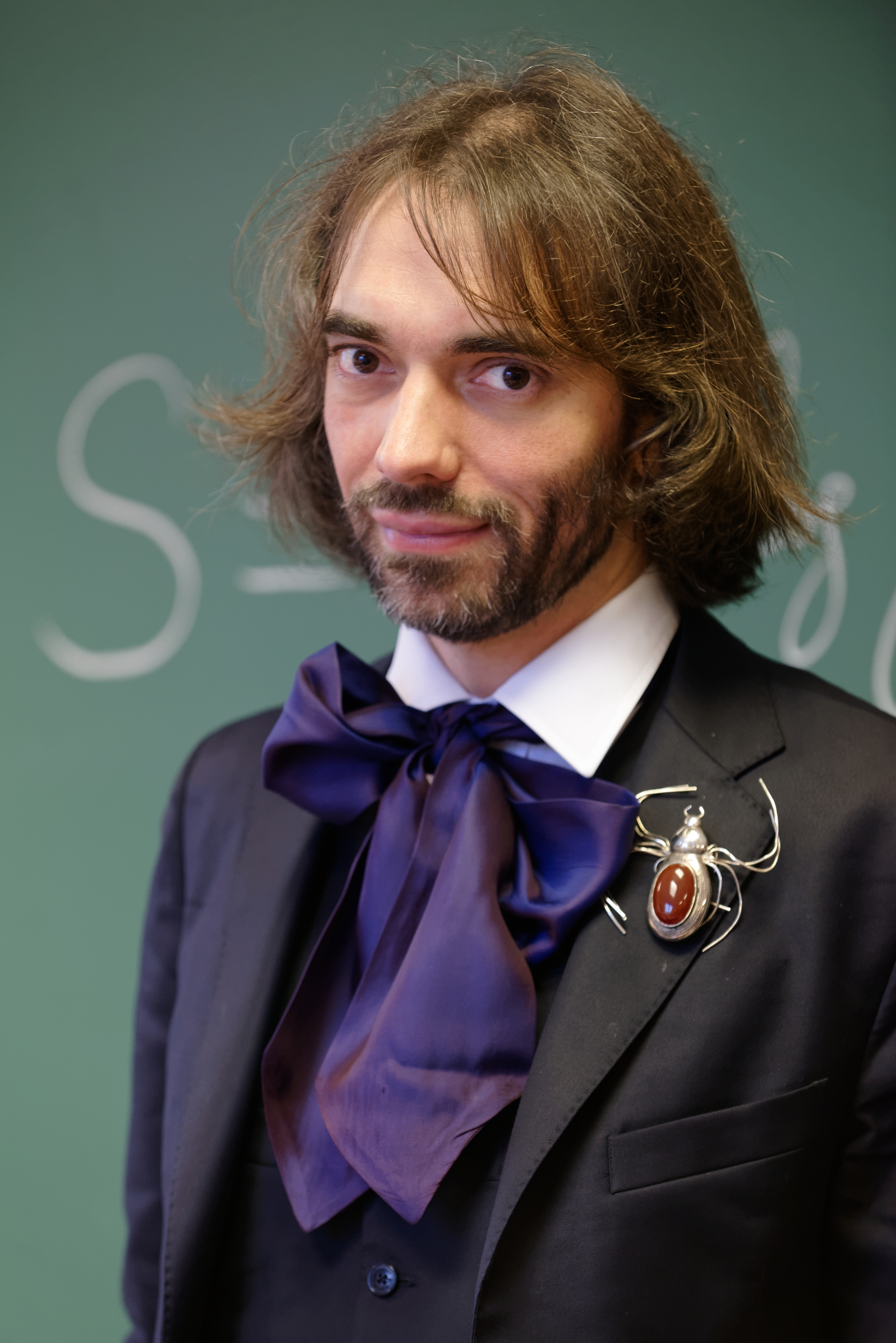
Cédric Villani (2015)

Cédric Villani (* 5. Oktober 1973 in Brive-la-Gaillarde) ist ein französischer mathematischer Physiker und Mathematiker sowie Politiker (bis 2020 LREM). Er war von 2009 bis 2017 Direktor des Institut Henri Poincaré und wurde 2010 mit der Fields-Medaille ausgezeichnet. Von 2017 bis 2022 war er Abgeordneter in der Nationalversammlung.

## Leben und Werk
Villani studierte ab 1992 an der École Normale Supérieure. 1994 erwarb er seine Agrégation, 1998 promovierte er bei Pierre-Louis Lions. Villani ist seit 2001 Professor an der École normale supérieure de Lyon. Von 2009 bis 2017 war er Direktor des Institut Henri Poincaré in Paris. Seit 2007 ist er Mitglied des Institut Universitaire de France.
Villani befasst sich insbesondere mit partiellen Differentialgleichungen aus der statistischen Mechanik, speziell der Boltzmann-Gleichung, wo er als erster Konvergenzsätze für Anfangswerte nicht nahe dem Gleichgewicht beweisen konnte. Dies sind quantitative Versionen (Rate der Relaxation zum Gleichgewicht hin) des H-Theorems von Ludwig Boltzmann. Er befasste sich auch mit Anwendungen der Theorie des optimalen Transports (die Theorie geht auf eine Fragestellung von Monge zurück und wurde insbesondere durch Kantorowitsch entwickelt) in der Differentialgeometrie – insbesondere gab er mit ihrer Hilfe mit John Lott untere Schranken der Ricci-Krümmung in allgemeinen metrischen Räumen (Längen-Räume). Zusammen mit Felix Otto bewies er die HWI-Ungleichung.
Die Fields-Medaille erhielt er in erster Linie für seine Arbeiten zur Boltzmann-Gleichung und zur nichtlinearen Landau-Dämpfung aus den kinetischen Gleichungen der Plasmaphysik (Vlasov-Gleichung). Das entspricht den mathematisch sehr unterschiedlichen Fällen von kinetischen Gleichungen mit Kollision (Boltzmann-Gleichung) und ohne Kollision (Plasmaphysik mit Coulomb-Abstoßung, Astrophysik zum Beispiel von Sternen in Galaxien unter anziehender gravitativer Wechselwirkung). Im Fall ohne Kollision konnte er die Landau-Dämpfung auch im nichtlinearen störungstheoretischen Fall begründen. Die Lösung zeigte auch unerwartete Verbindungen zur KAM-Theorie und dem Phänomen des Plasmaechos und beleuchtete die besondere Rolle der Regularitätsannahmen (der Beweis erfolgte für Gevrey-Regularität und für den periodischen Fall). Der nichtstörungstheoretische Fall (Violent Relaxation) ist weniger gut verstanden. Der Fall der Boltzmanngleichung mit Kollision ist anders gelagert, hier spielt die Entropieproduktion für die Annäherung an das Gleichgewicht eine zentrale Rolle. Villani bewies unter anderem eine Vermutung von Cercignani, wonach die Entropieproduktion mindestens proportional zur Differenz der Entropie der Geschwindigkeitsverteilung und der der Gauß-Verteilung ist. Über die Entstehungsgeschichte seiner Forschungen berichtete er in dem Buch „Das lebendige Theorem“ (Théorème vivant, 2012), das 2013 in deutscher Übersetzung erschien.
Im Februar 2018 übergab er einen umfangreichen Bericht (21 mesures pour l'enseignement des mathématiques, unter Leitung von ihm und Charles Torossian erstellt) an das französische Erziehungsministerium zur Reform des französischen Mathematikunterrichts. Im März 2018 legte er den Bericht AI for humanity zur Förderung der künstlichen Intelligenz (KI) vor, mit dessen Erstellung er zuvor von offizieller französischer Seite beauftragt worden war. Der auch Villani Report genannte Text gilt als französische KI-Strategie.
Zu seinen Doktoranden gehören Alessio Figalli und Clément Mouhot.

### Politische Karriere

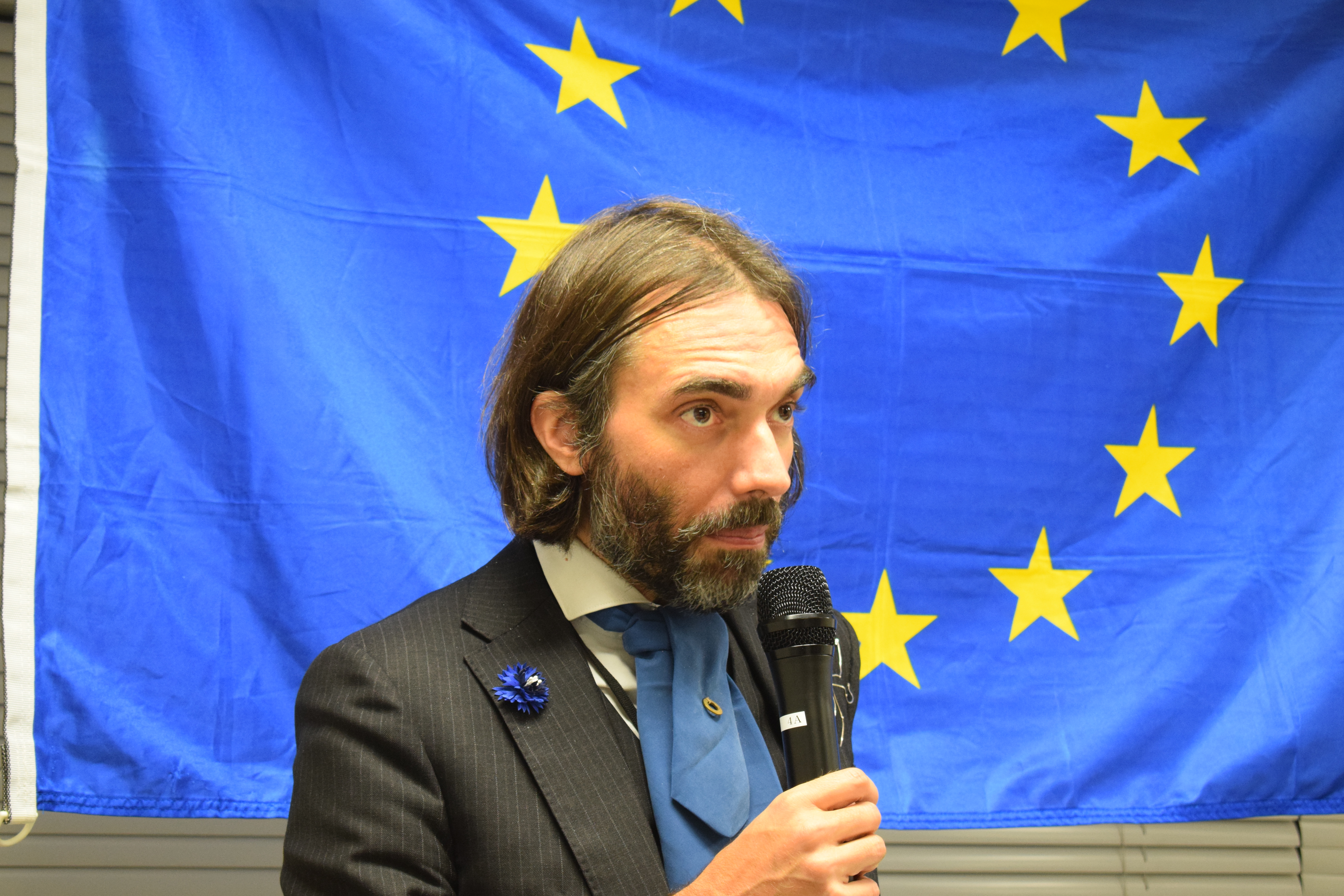
Villani auf einem Treffen der La République en Marche in Tokio (2018)

Villani unterstützte 2014 die Wahl der ersten Pariser Bürgermeisterin Anne Hidalgo. 2015 berief ihn die Europäische Kommission in die siebenköpfige „High Level Group of Scientific Advisors“.
Bei den Parlamentswahlen in Frankreich 2017 wurde Cedric Villani für Emmanuel Macrons Partei La République en Marche im 5. Wahlkreis des Départements Essonne zum Abgeordneten in der Nationalversammlung gewählt. Er erhielt im ersten Wahlgang 47,5 % und in der Stichwahl 69,4 % der Stimmen. Von Juli bis November 2017 und erneut von Oktober 2020 bis Juni 2022 war Villani Vorsitzender des Parlamentarischen Amts für die Bewertung wissenschaftlicher und technologischer Entscheidungen (Office parlementaire oder OPECST).
2019 kündigte er seine Kandidatur bei der Wahl zum Bürgermeister von Paris im Frühjahr 2020 an, in Konkurrenz zu dem Kandidaten seiner Partei La République en Marche (LREM), Benjamin Griveaux bzw. nach dessen Rückzug zur Nachfolgekandidatin Agnès Buzyn. Die Villani unterstützende Liste Le Nouveau Paris erhielt bei der Kommunalwahl 7,1 % der Stimmen, aber keinen Sitz im Gemeinderat von Paris. Er selbst errang lediglich einen Sitz im Bezirksrat des 14. Arrondissement von Paris. In der Nationalversammlung schloss er sich der im Mai 2020 gegründeten Fraktion Écologie démocratie solidarité (EDS) an, die aus eher nach links neigenden ehemaligen Mitgliedern der LREM  bestand.
Vor der Parlamentswahl 2022 trat Villani der Kleinpartei Génération écologie bei, die Teil des grünen Bündnisses Pôle écologiste ist und im Rahmen der breiten linken Allianz Nouvelle union populaire écologique et sociale (NUPES) zur Wahl antrat. Villani wurde von NUPES erneut im 5. Wahlkreis von Essonne aufgestellt, erhielt im ersten Wahlgang 38,2 % der Stimmen, unterlag aber in der Stichwahl mit nur 19 Stimmen Differenz dem Kandidaten Paul Midy vom Präsidentenbündnis Ensemble.

## Preise, Ehrungen und Mitgliedschaften
Villani erhielt 2001 den Louis-Armand-Preis der französischen Akademie der Wissenschaften und 2003 den Peccot-Vimont-Preis des Collège de France. Im selben Jahr war er Plenarsprecher auf dem Internationalen Kongress für Mathematische Physik und 2006 Invited Speaker auf dem Internationalen Mathematikerkongress (ICM) in Madrid (Hypocoercive diffusion operators). 2007 wurde ihm der Prix Jacques Herbrand der französischen mathematischen Gesellschaft verliehen, im Jahr darauf der EMS-Preis. 2009 erhielt er sowohl den Fermat-Preis als auch den Henri-Poincaré-Preis für innovative Arbeiten über kinetische Theorie und optimalen Transport mit Anwendungen auf dissipative physikalische Systeme und Riemannsche Geometrie.
2010 wurde er mit der Fields-Medaille ausgezeichnet. Seit 2012 ist er Mitglied der Academia Europaea und Ehrenmitglied der Royal Irish Academy. 2013 wurde er in die Académie des sciences gewählt. Ebenfalls 2013 war er Gibbs Lecturer und 2014 erhielt er den Joseph L. Doob Prize (für sein Buch Optimal Transport). 2011 wurde er Ritter der Ehrenlegion. 2013/14 und 2014/15 war er im Abel-Preis-Komitee. 2017 hielt Villani eine Gauß-Vorlesung (On triangles, gases, prices and men). 2016 wurde er zum ordentlichen Mitglied der Päpstlichen Akademie der Wissenschaften ernannt und 2018 als assoziiertes Mitglied in die Académie royale des Sciences, des Lettres et des Beaux-Arts de Belgique (Classe des Sciences) aufgenommen.
Die neuentdeckte Spinnenart Araniella villanii aus der Familie der Araneidae, die architektonisch anspruchsvolle und ästhetisch ansprechende Netze webt, die aussehen, als würden sie den goldenen Schnitt implementieren, wurde 2020 nach ihm benannt. Die Spinne ist hellgrün und lebt unter anderem in Büschen und Wäldern im Norden Indiens, im Südwesten Irans und im Osten Kasachstans. Villani hat eine Vorliebe für Spinnen und trägt häufig eine Brosche in Spinnenform.

## Schriften
- mit Giuseppe Toscani: Sharp entropy dissipation bounds and explicit rate of trend to equilibrium for the spatially homogeneous Boltzmann equation. In: Communications in Mathematical Physics. Bd. 203, Nr. 3, 1999, S. 667–706, doi:10.1007/s002200050631.
- mit Giuseppe Toscani: On the trend to equilibrium for some dissipative systems with slowly increasing a priori bounds. In: Journal of Statistical Physics. Bd. 98, Nr. 5/6, 2000, S. 1279–1309, doi:10.1023/A:1018623930325.
- Limites hydrodynamiques de l’équation de Boltzmann (d'après C. Bardos, F. Golse, C. D. Levermore, P.-L. Lions, N. Masmoudi, L. Saint-Raymond). In: Séminaire Bourbaki. Année 53, Nr. 893, 2000/2001 = Astérisque. Bd. 282, 2002, S. 365–405, (Digitalisat).
- A Review of Mathematical Topics in collisional kinetic theory. In: Denis Serre, Susan Friedlander (Hrsg.): Handbook of mathematical fluid dynamics. Band 1. Elsevier, Amsterdam u. a. 2002, ISBN 0-444-50330-7, S. 71–305.
- Cercignani’s conjecture is sometimes true and always almost true. In: Communications in Mathematical Physics. Bd. 234, Nr. 3, 2003, S. 455–490, doi:10.1007/s00220-002-0777-1.
- Optimal transportation, dissipative PDE’s and functional inequalities. In: Luis A. Caffarelli, Sandro Salsa (Hrsg.): Optimal transportation and applications. Lectures given at the CIME summer school held in Martina Franca, Italy, September 2–8, 2001 (= Lecture Notes in Mathematics. 1813). Springer, Berlin u. a. 2003, ISBN 3-540-40192-X, S. 53–89.
- Topics in Optimal Transportation (= Graduate Studies in Mathematics. 58). American Mathematical Society, Providence RI 2003, ISBN 0-8218-3312-X.
- mit Laurent Desvillettes: On the trend to global equilibrium for spatially inhomogeneous kinetic systems: The Boltzmann equation. In: Inventiones Mathematicae. Bd. 159, Nr. 2, 2005, S. 245–316, doi:10.1007/s00222-004-0389-9.
- Mathematics of granular materials. In: Journal of Statistical Physics. Bd. 124, Nr. 2/4, 2006, S. 781–822, doi:10.1007/s10955-006-9038-6.
- Hypocoercivity (= Memoirs of the American Mathematical Society. 950). American Mathematical Society, Providence RI 2009, ISBN 978-0-8218-4498-4.
- Optimal transport. Old and new (= Grundlehren der mathematischen Wissenschaften. 338). Springer, Berlin u. a. 2009, ISBN 978-3-540-71049-3.
- mit Clément Mouhot: On Landau damping. In: Acta Mathematica. Bd. 207, Nr. 1, 2011, S. 29–201, Arxiv.
- mit Pierre Cartier, Jean Dhombres, Gerhard Heinzmann: Mathématiques en liberté. La ville brûle, Montreuil (Seine-Saint-Denis) 2012, ISBN 978-2-36012-026-0 (Englisch: Freedom in Mathematics. Springer India, New Delhi 2016, ISBN 978-81-322-2786-1; auch als: Conversation sur les mathématiques. Flammarion, Paris 2019, ISBN 978-2-08-147873-2).
- Théorème vivant. Grasset, Paris 2012, ISBN 978-2-253-17490-5 (Review von Jacques Hurtubise in: Notices of the American Mathematical Society. Bd. 61, Nr. 2, 2014, S. 172–173; deutsche Übersetzung: Das lebendige Theorem. S. Fischer, Frankfurt am Main 2013, ISBN 978-3-10-086007-1).
- mit Karol Beffa: Les Coulisses de la création. Flammarion, Paris 2015, ISBN 978-2-08-136070-9 (mit Komponist und Pianist Karol Beffa).
- mit Philippe Dewost: De mémoire vive, Une histoire de l'aventure numérique, Éditions Première Partie, 2022, ISBN 978-2-36526-252-1.

## Verweise
1. ↑  Cédric Villani im Mathematics Genealogy Project (englisch)
2. ↑  Villani, John Lott: Ricci Curvature for metric-measure spaces via optimal transport. In: Annals of Mathematics. Bd. 169, Nr. 3, 2009, S. 903–991, JSTOR:25662148.
3. ↑  Ilka Agricola: 21 mesures pour l’enseignement des mathématiques / Der Villani-Torossian-Bericht zum Mathematik-Unterricht in Frankreich. In: Mitteilungen der Deutschen Mathematiker-Vereinigung. Bd. 26, Nr. 2/3, 2018, S. 121–124, doi:10.1515/dmvm-2018-0033.
4. ↑  21 mesures pour l'enseignement des mathématiques. Abgerufen am 16. September 2024 (französisch).
5. ↑  AI for humanity (Memento vom 8. Juni 2019 im Internet Archive)
6. ↑  Marie de Chalup: Künstliche Intelligenz. Kernpunkte zur französischen KI-Strategie. In: idw - Informationsdienst Wissenschaft. Französische Botschaft in der Bundesrepublik Deutschland. Wissenschaftliche Abteilung, 24. April 2018, abgerufen am 17. September 2019.
7. ↑  le génie des maths Cédric Villani explique pourquoi il est candidat de la République en marche aux législatives (französisch)
8. ↑  Législatives en Ile-de-France: En Marché et le MoDem en tête dans 86% des circonscriptions. Le Parisien, 12. Juni 2017, abgerufen am 12. Juni 2017 (französisch): „Le meilleur score est obtenu par le mathématicien Cédric Villani qui obtient 47,5 % des voix dans la 5e circonscription.“
9. ↑  Offizielles Wahlergebnis beider Wahlgänge. Frz. Innenministerium, 18. Juni 2017, abgerufen am 18. Juni 2017 (französisch).
10. ↑  Der Spiegel, Nr. 37, 2019, S. 77
11. ↑  Mathilde Siraud: Municipales à Paris : Agnès Buzyn et Cédric Villani se sont entretenus par téléphone. In: Le Figaro, 17. Februar 2020.
12. ↑  Theorie der Boltzmann-Gleichung
13. ↑  Würdigung zum Poincaré Preis, innovative work on kinetic theory and optimal transport with applications to dissipative physical systems and Riemannian geometry.
14. ↑  Nomina di Membri Ordinari della Pontificia Accademia delle Scienze. In: Tägliches Bulletin. Presseamt des Heiligen Stuhls, 24. Juni 2016, abgerufen am 24. Juni 2016 (italienisch).
15. ↑  Membre associé: Cédric Villani. Académie royale des Sciences, des Lettres et des Beaux-Arts de Belgique, abgerufen am 12. Juni 2024 (französisch).
16. ↑  Laura Geggel, Newly discovered neon-green spider named after the "Lady Gaga of mathematics", Live Science 2020

| Personendaten    | Personendaten                                      |
| ---------------- | -------------------------------------------------- |
| NAME             | Villani, Cédric                                    |
| KURZBESCHREIBUNG | französischer Mathematiker, Physiker und Politiker |
| GEBURTSDATUM     | 5. Oktober 1973                                    |
| GEBURTSORT       | Brive-la-Gaillarde                                 |